# Yucca carnerosana
A Yucca carnerosana a spárgafélék (Agaveaceae) családjába tartozó pálmaliliom (Yucca) nemzetség faja.

## Rendszerezés
A taxont először az amerikai botanikus William Trelease írta le Samulea carnerosana néven 1902-ben. A szintén amerikai Susan Adams McKelvey sorolta be a fajt a ma is érvényes névvel a Yucca genusba 1938-ban. A Yucca australis Trelease név a faj szinonimája. A ma érvényes besorolás: Yucca genus, Yucca sectio, Faxonianeae seria.

## Előfordulása
A Yucca carnerosana a mexikói Chihuahua sivatag nyugati területein és Texas hegyvidéki területein 2200 m tszf. magasság felett elterjedt. Gyakran fejlődik más pálmaliliomfajok, így a Yucca rostrata és a Yucca filifera társaságában. Száraz talajban a növény télálló -20 °C-ig, az új-mexikói Belén és Albuquerque városaiban szépen fejlett idős példányaival lehet találkozni. Európában a magról nevelt növények növekedése igen lassú, a négyéves magoncok magassága mindössze 20 cm.

## Megjelenése
Magánosan fejlődő növény, szára elérheti a 2–8 m magasságot. Változatos megjelenésű lomblevelei rozettát képeznek a hajtáscsúcson. A kifejlett egyedek hajtáscsúcsán fejlődő virágzati tengely magassága 1–2 m lehet.
A Yucca carnerosana erősen emlékeztet a Yucca torreyi megjelenésére, azonban rozettája annál kevésbé kompakt